# Naranjales (Las Marías)
Naranjales es un barrio ubicado en el municipio de Las Marías en el estado libre asociado de Puerto Rico. En el Censo de 2010 tenía una población de 558 habitantes y una densidad poblacional de 61,7 personas por km².

## Geografía
Naranjales se encuentra ubicado en las coordenadas 18°12′36″N 67°1′9″O / 18.21000, -67.01917. Según la Oficina del Censo de los Estados Unidos, Naranjales tiene una superficie total de 9.04 km², que corresponden a tierra firme.

## Demografía
Según el censo de 2010, había 558 personas residiendo en Naranjales. La densidad de población era de 61,7 hab./km². De los 558 habitantes, Naranjales estaba compuesto por el 88,35 % blancos, el 5,02 % eran afroamericanos, el 0,72 % eran amerindios, el 5,38 % eran de otras razas y el 0,54 % eran de una mezcla de razas. Del total de la población el 99,64 % eran hispanos o latinos de cualquier raza.